# Léonce Guilhaud de Lavergne
Léonce Guilhaud de Lavergne (Bergerac, 1809. január 24. – Versailles, 1880. január 18.) francia politikus és közgazdasági író.

## Élete
Az 1848-as forradalom alatt kezdett nemzetgazdasági tanulmányokat és 1850–1852-ben Versailles-ban adott elő, mint a mezőgazdasági intézet tanára. 1871-ben a nemzetgyűlés tagjává lett, ahol hevesen küzdött Adolphe Thiers köztársasága ellen, és később az orleanista párt töredékeiből egy Lavergne-csoportot alkotott, amelynek célja a konzervatív köztársaság volt (1875. évi februári alkotmány). 1875-ben szenátorrá választották, és a következő évben újra megkezdte előadásait Versailles-ban.

## Művei
- Essai sur l'économie rurale de l'Angleterre (1854, 5. kiadás 1882, magyarra ford. Beksics Gusztáv, Az angol mezőgazdaság, Budapest 1885);
- L'agriculture et la population 1855-56 (1865, 2. kiad.);
- Économie rurale de la France depuis 1789 (1870, 4. kiad.);
- La question de banques és Discussions sur les banques d'émission (1864);
- Les économistes français du XVIII. siecle (1870) stb.

## Magyar nyelvű fordítások
- Az angol mezőgazdaság; ford. Beksics Gusztáv; Akadémia, Bp., 1884 (A Magyar Tudományos Akadémia Könyvkiadó Vállalata-sorozat)